# Bartramidula aristata
Bartramidula aristata är en bladmossart som beskrevs av Theodor Carl Karl Julius Herzog 1934. Bartramidula aristata ingår i släktet Bartramidula och familjen Bartramiaceae. Inga underarter finns listade i Catalogue of Life.